# Pentachondra pumila
Pentachondra pumila là một loài thực vật có hoa trong họ Thạch nam. Loài này được R. Br. mô tả khoa học đầu tiên năm 1810.